# Xã Colfax, Quận Marion, Kansas
Xã Colfax (tiếng Anh: Colfax Township) là một xã thuộc quận Marion, tiểu bang Kansas, Hoa Kỳ. Năm 2010, dân số của xã này là 291 người.